# گمینا لیخنووه
گمینا لیخنووه (به لهستانی:  Gmina Lichnowy) یک گمینا در لهستان است که در شهرستان مالبورک واقع شده‌است. گمینا لیخنووه ۸۸٫۷ کیلومتر مربع مساحت و ۴٬۵۷۷ نفر جمعیت دارد.